# Derrick White
Derrick White (Parker, 2 luglio 1994) è un cestista statunitense.
Gioca per i Boston Celtics della NBA.

## Carriera
Ha giocato per tre anni a livello di college in Division II per i Colorado-Colorado Springs Mountain LIons prima di arrivare in NCAA Division I con i Colorado Buffaloes per la sua ultima stagione.

### NBA
Al Draft NBA 2017 viene selezionato alla chiamata numero 29 dai San Antonio Spurs.

## Statistiche

### NCAA

#### Division II
| Anno      | Squadra       | PG | PT | MP   | TC%  | 3P%  | TL%  | RP  | AP  | PRP | SP  | PP   |
| --------- | ------------- | -- | -- | ---- | ---- | ---- | ---- | --- | --- | --- | --- | ---- |
| 2012-2013 | UCCS M. Lions | 24 | 24 | 29,6 | 42,6 | 34,2 | 80,8 | 3,8 | 2,1 | 1,5 | 1,0 | 16,8 |
| 2013-2014 | UCCS M. Lions | 28 | 28 | 30,6 | 48,0 | 28,6 | 82,6 | 6,3 | 4,2 | 1,1 | 1,5 | 22,2 |
| 2014-2015 | UCCS M. Lions | 33 | 33 | 32,2 | 52,9 | 33,6 | 83,8 | 7,4 | 5,2 | 2,2 | 2,1 | 25,8 |
| Carriera  | Carriera      | 85 | 85 | 30,9 | 48,9 | 32,6 | 82,7 | 6,0 | 4,0 | 1,7 | 1,6 | 22,1 |

#### Division I
| Anno      | Squadra            | PG | PT | MP   | TC%  | 3P%  | TL%  | RP  | AP  | PRP | SP  | PP   |
| --------- | ------------------ | -- | -- | ---- | ---- | ---- | ---- | --- | --- | --- | --- | ---- |
| 2016-2017 | Colorado Buffaloes | 34 | 32 | 32,8 | 50,7 | 39,6 | 81,3 | 4,1 | 4,4 | 1,2 | 1,4 | 18,1 |
| Carriera  | Carriera           | 34 | 32 | 32,8 | 50,7 | 39,6 | 81,3 | 4,1 | 4,4 | 1,2 | 1,4 | 18,1 |

#### Massimi in carriera
Statistiche riguardanti solo l'anno in Division I
- Massimo di punti: 35 vs Arizona State (5 gennaio 2017)[2]
- Massimo di rimbalzi: 8 (2 volte)
- Massimo di assist: 9 vs Notre Dame (21 novembre 2016)
- Massimo di palle rubate: 4 vs Oregon (28 gennaio 2017)
- Massimo di stoppate: 4 (3 volte)
- Massimo di minuti giocati: 41 vs Washington (18 gennaio 2017)

### NBA

#### Regular Season
| Anno       | Squadra           | PG  | PT  | MP   | TC%  | 3P%  | TL%  | RP  | AP  | PRP | SP  | PP   |
| ---------- | ----------------- | --- | --- | ---- | ---- | ---- | ---- | --- | --- | --- | --- | ---- |
| 2017-2018  | San Antonio Spurs | 17  | 0   | 8,2  | 48,5 | 61,5 | 70,0 | 1,5 | 0,5 | 0,2 | 0,2 | 3,2  |
| 2018-2019  | San Antonio Spurs | 67  | 55  | 25,8 | 47,9 | 33,8 | 77,2 | 3,7 | 3,9 | 1,0 | 0,7 | 9,9  |
| 2019-2020  | San Antonio Spurs | 68  | 20  | 24,7 | 45,8 | 36,6 | 85,3 | 3,3 | 3,5 | 0,6 | 0,9 | 11,3 |
| 2020-2021  | San Antonio Spurs | 36  | 32  | 29,6 | 41,1 | 34,6 | 85,1 | 3,0 | 3,5 | 0,7 | 1,0 | 15,4 |
| 2021-2022  | San Antonio Spurs | 49  | 48  | 30,3 | 42,6 | 31,4 | 86,9 | 3,5 | 5,6 | 1,0 | 0,9 | 14,4 |
| 2021-2022  | Boston Celtics    | 26  | 4   | 27,4 | 40,9 | 30,6 | 85,3 | 3,4 | 3,5 | 0,6 | 0,6 | 11,0 |
| 2022-2023  | Boston Celtics    | 82  | 70  | 28,3 | 46,2 | 38,1 | 87,5 | 3,6 | 3,9 | 0,7 | 0,9 | 12,4 |
| 2023-2024† | Boston Celtics    | 73  | 73  | 32,6 | 46,1 | 39,6 | 90,1 | 4,2 | 5,2 | 1,0 | 1,2 | 15,2 |
| 2024-2025  | Boston Celtics    | 76  | 76  | 33,9 | 44,2 | 38,4 | 83,9 | 4,5 | 4,8 | 0,9 | 1,1 | 16,4 |
| Carriera   | Carriera          | 494 | 378 | 28,5 | 44,8 | 36,9 | 85,2 | 3,7 | 4,2 | 0,8 | 0,9 | 13,0 |

#### Play-off
| Anno     | Squadra           | PG | PT | MP   | TC%  | 3P%  | TL%  | RP  | AP  | PRP | SP  | PP   |
| -------- | ----------------- | -- | -- | ---- | ---- | ---- | ---- | --- | --- | --- | --- | ---- |
| 2018     | San Antonio Spurs | 3  | 0  | 6,0  | 50,0 | 50,0 | -    | 0,0 | 0,3 | 0,3 | 0,7 | 2,3  |
| 2019     | San Antonio Spurs | 7  | 7  | 27,3 | 54,7 | 29,4 | 73,1 | 3,0 | 3,0 | 0,7 | 0,7 | 15,1 |
| 2022     | Boston Celtics    | 23 | 3  | 25,4 | 36,4 | 31,3 | 82,4 | 3,0 | 2,7 | 0,9 | 0,6 | 8,5  |
| 2023     | Boston Celtics    | 20 | 16 | 29,7 | 50,5 | 45,5 | 91,2 | 3,0 | 2,1 | 0,6 | 1,0 | 13,4 |
| 2024†    | Boston Celtics    | 19 | 19 | 35,6 | 45,2 | 40,4 | 92,1 | 4,3 | 4,1 | 0,9 | 1,2 | 16,7 |
| 2025     | Boston Celtics    | 11 | 11 | 37,7 | 46,3 | 38,5 | 86,1 | 5,1 | 3,6 | 0,5 | 1,1 | 18,8 |
| Carriera | Carriera          | 83 | 56 | 29,9 | 45,6 | 39,2 | 85,4 | 3,5 | 2,9 | 0,8 | 0,9 | 13,3 |

#### Massimi in carriera
- Massimo di punti: 41 vs Portland Trail Blazers (5 marzo 2025)[3]
- Massimo di rimbalzi: 11 vs Houston Rockets (21 gennaio 2024)
- Massimo di assist: 14 vs Detroit Pistons (1º gennaio 2022)
- Massimo di palle rubate: 6 vs Denver Nuggets (28 dicembre 2018)
- Massimo di stoppate: 6 vs Atlanta Hawks (6 marzo 2019)
- Massimo di minuti giocati: 48 vs Oklahoma City Thunder (10 gennaio 2019)

### G League
| Anno       | Squadra      | PG | PT | MP   | TC%  | 3P%  | TL%  | RP  | AP  | PRP | SP  | PP   |
| ---------- | ------------ | -- | -- | ---- | ---- | ---- | ---- | --- | --- | --- | --- | ---- |
| 2017-2018† | Austin Spurs | 24 | 24 | 28,2 | 45,3 | 33,1 | 87,3 | 5,0 | 3,5 | 1,3 | 1,1 | 20,1 |
| Carriera   | Carriera     | 24 | 24 | 28,2 | 45,3 | 33,1 | 87,3 | 5,0 | 3,5 | 1,3 | 1,1 | 20,1 |

## Palmarès

### Squadra
• Medaglia oro di basket Olimpiadi di Parigi 2024
- Campione NBA D-League (2018)

### Individuale
- Campionato NBA: 1

Boston Celtics: 2024
- NBA All-Defensive Team: 2

Second Team: 2023, 2024